# Бања Топило
Бања Топило једна је од недовољно развијених бања, која се налази на 25 km северно од Ниша у живописној долини Топоничке реке. Ова релативно мала и нова српска бања чија су лековита својства откривена случајно, непрестано се шири, тако да су њени данашњи смештајни капацитети од око 500 лежајева у приватном смештају, углавном попуњени током целе године.
Са температуром воде од 34 °C, вода Бање Топило спада у акротерме или топле минералне воде из групе хипотермалних, чија се балнеолошка својства користе за купање и пиће. Сезона лечења у Бањи траје од 6. маја до 1. новембра.

## Историја
Најстарији запис потиче из 1832. године, у коме народ проклиње спахију због високе накнаде за потапање грсница (конопље). Термалне воде извора Бање Топило у даљој прошлости користили су за топљење грснице (конопље) - топило за конопљу, отуда назив Топило, а мештани околних села су их користили као култне и лековите за лечење. О лековитим својствима воде међу локалним становништвом препричавају се случајеви излечења у Топилу, из неких давних времена:
По једној таквој причи, зимовали су неки пастири са стадом оваца на Божуришту крај Топила, па се један од њих укочио, а овај други, не знајући шта ће с њим, унесе га у вир. После пола сата овчар је проходао. Легенда казује и да је једној овци опала вуна, па су је намазали блатом из Тресибаре (чија лековитост, иначе, никада није испитана). За неколико дана, примећено је како јој расте ново руно...
У пећинама око Топила крајем прве половине 19. века склонио се од „чуме“ (куге) пазарански род из Веле Поља, па се по њима овдашњи локални вис зове Пазарански камен.
Глас о бањи преносио се од уста до уста. Кад је то узело маха, шездесетих година, реаговала је санитарна инспекција. Како дуго година вода није била испитана, а глас о лековитим својствима бање све више преносио до болесника, у страху од епидемије, инспекција је дала налог да се за пиће и купање забрани употреба воде из Топила. Оне одважније који су покушали да користе воду растеривала је полиција.
Почетак новијег коришћења Бање датира из 1954. године, мада се Топило у званичним документима општине Ниш помиње први пут тек 1985. године. Употреба воде и смештај болесника одвијао се спонтано; у току сезоне (јули - октобар) израстало је повеће „дивље“ насеље са око стотину колиба од прућа и шатора („черге“). Осим из околине посетиоци су долазили, и долазе, и из удаљенијих крајева: Топлице, Заплања, Ниша.
Од 1970-тих година започео је масовнији процес насељавања Бање. Прве куће саграђене су 1971. године. Но, и поред тога, Топило се споро развијало. Мештани су сами финансирали изградњу инфраструктуре, високонапонског вода и сами каптирали изворе.
Изградња викендица и стабилнијих објеката за издавање, све више је интензивирана тако да је осамдесетих година 20. века у Топилу већ било око 90. Просторни и детаљни урбанистички план Бање сачињен је 1995. године.
С почетка 21. века смештајни капацитети у Бањи су око 500 лежајева

## Положај
Бања Топило се налази у малој котлини на граници према велепољском атару, у клисури Топоничке реке, на топоничком раседу, између Голог врха и Божуришта, у близини Церјанске и Бисерне пећине, 25 км северно од Ниша.
До ње се може стићи асфалтним путем који из Ниша, са југа и Алексинца, са севера води ка селима Горња Топоница и Веле Поље.
На излазу из Топоничке клисуре, поред цркве Светог Николе, у воденици у кориту реке, на бочном раседу, налази се још један термални извор, познат као Видриште.

## Инфраструктура
Бањско лечилиште располаже са два базена затвореног типа по систему непрекидног дотицања и отицања воде директно са извора. Један базен намењен је само женама.
Бања има свог лекара који прописује терапију, а за додатни опоравак гостима су на располагању масажа и електротерапија.
Купатилима газдује нишки „Инвест-пројект“ као већински власник инфраструктуре.

## Карактеристике термалних извора
Прве анализе термоминералне воде обављене су средином седамдесетих година 20. века за потребе неколицине мештана бање, и тада је потврђена њена лековитост.
Топла минерална вода извире из око 18 извора, издашности од 10 m³/sec. Са температуром воде од 34 °C, воде ове Бање спадају у акротерме или топле минералне воде из групе хипотермалних вода (од 20 до 34 °C), које се користе у балнео терапији код болести где је за њихово лечење потребна повишена температура (купање, облоге, орошавање, испирање). Вода ове Бање користи се уз балнео терапију и за пиће.

## Балнеолошка својства
Главне балнеолошке факторе Бања Топило, поред климатских, чине термоминералне воде које непрекидно протичу кроз бањске базене, пелоиди, промена средине, дијететски режим, активан и пасиван психофизички одмор.
Балнеолошке индикације термоминералне воде Бање Топило
| Намена    | Индикације |
| --------- | --- |
| За купање | - Хронични и инфламаторни реуматизам - Дегенеративног реуматизма - Екстраартикуларних реуматизма - Последица психичких траума - Функционална обољења нервног система                                                                |
| За пиће   | - Хронично запаљење желуца и дванаестопалачног црева - Функционалне болести желуца и црева - Хронично запаљење жучне кесе без каменца - Билијарне дискинезије (поремећаји функције жучне кесе) - Обољења бубрега и мокраћних путева |

Лечење купањем у овој води спроводи се у трајању до 20 минута једном дневно.

## Галерија
- Панорама бање у смирај јесењег дана.